# Geometrischer Schwerpunkt
Der geometrische Schwerpunkt oder Schwerpunkt einer geometrischen Figur (zum Beispiel Kreisbogen, Dreieck, Kegel) ist ein besonders ausgezeichneter Punkt, den man auch bei unsymmetrischen Figuren als eine Art Mittelpunkt interpretiert. Mathematisch entspricht dies der Mittelung aller Punkte innerhalb der Figur. Im Speziellen wird der geometrische Schwerpunkt von Linien auch Linienschwerpunkt, von Flächen Flächenschwerpunkt und von Körpern Volumenschwerpunkt genannt. Den Schwerpunkt kann man in einfachen Fällen durch geometrische Überlegungen erhalten, oder allgemein mit Mitteln der Mathematik durch Integration berechnen. Zur Beschreibung der Körper werden die Methoden der analytischen Geometrie verwendet. Der Schwerpunkt ist ein Gravizentrum.
Der geometrische Schwerpunkt entspricht dem Massenmittelpunkt eines physikalischen Körpers, der aus homogenem Material besteht, also überall die gleiche Dichte hat.
Er lässt sich deshalb auch rein mechanisch durch Balancieren bestimmen. Diese Methode kann an Modellen angewandt werden, wenn es um geografische Mittelpunkte von Kontinenten oder Ländern geht (zum Beispiel Mittelpunkt Europas oder Mittelpunkt Deutschlands).
Insbesondere für die geografische Mitte wird mitunter auch eine andere Definition verwendet, nämlich der Ort der Halbierenden der jeweiligen Erstreckung in der geografischen Länge und in der geografischen Breite.
Bei konkav begrenzten Linien, Flächen (etwa einer sehr schlanken Mondsichel) oder Körpern (etwa dem Werkzeug Sichel) kann der Schwerpunkt, Mittelpunkt oder Mittenpunkt auch außerhalb des jeweiligen Objekts liegen.

## Geometrischer Schwerpunkt endlich vieler Punkte im reellen Vektorraum
Sind in einem {\displaystyle \mathbb {R} }-Vektorraum {\displaystyle {\mathcal {V}}} für eine natürliche Zahl {\displaystyle m} paarweise verschiedene Punkte {\displaystyle x_{1},\dots ,x_{m}\in {\mathcal {V}}} gegeben, so ist deren geometrischer Schwerpunkt {\displaystyle s} definiert als
{\displaystyle s:={\frac {1}{m}}{\sum _{i=1}^{m}{x_{i}}}}  .
In diesen Zusammenhang fällt der Begriff des Schwerpunkts eines {\displaystyle k}-dimensionalen Simplexes {\displaystyle \Delta \subset \mathbb {R} ^{n}\;(k,n\in \mathbb {N} _{0})}. Hat ein solches Simplex die Eckpunkte {\displaystyle v_{0},\ldots ,v_{k}\in \mathbb {R} ^{n}}, so ist sein Schwerpunkt {\displaystyle s_{\Delta }} nichts weiter als der geometrische Schwerpunkt seiner Eckpunkte, also:
{\displaystyle s_{\Delta }={\frac {1}{k+1}}{\sum _{i=0}^{k}{v_{i}}}}  .
Der Schwerpunkt eines solchen Simplexes zeichnet sich also dadurch aus, dass seine baryzentrischen Koordinaten in Bezug auf das Simplex alle gleich, nämlich
{\displaystyle ={\frac {1}{k+1}}}
sind.
Bilden diese endlich vielen verschiedenen Punkte die Menge aller Eckpunkte einer geometrischen Figur im euklidischen Raum, so bezeichnet man den geometrischen Schwerpunkt all dieser auch als Eckenschwerpunkt der Figur. Beispiele hierfür geben insbesondere die Strecke, das Dreieck und das Tetraeder. Für Vierecke gilt nach Pierre de Varignon (1654–1722), dass der Eckenschwerpunkt eines Vierecks zugleich der Mittelpunkt der beiden Mittellinien, also der beiden Verbindungsstrecken gegenüberliegender Seitenmittelpunkte ist.

## Schwerpunkte von elementargeometrischen Figuren
Im Folgenden werden einige Schwerpunkte elementargeometrischer Linien, Flächen und Körper angegeben und teilweise durch geometrische Überlegungen begründet.
Für achsensymmetrische oder rotationssymmetrische Figuren vereinfacht sich die Angabe des Schwerpunkts dadurch, dass dieser stets auf der Symmetrieachse liegt. Bei Figuren mit mehreren Symmetrieachsen bzw. punktsymmetrischen Objekten, wie beispielsweise bei einem Quadrat oder einem Kreis, liegt der Schwerpunkt im Schnittpunkt der Symmetrieachsen (Mittelpunkt) der Figur.

### Linien

#### Strecke
Der geometrische Schwerpunkt einer Strecke liegt in deren Mitte, ist also identisch mit deren Mittelpunkt.

#### Kreisbogen

Schwerpunkt eines Kreisbogens

Ist der Ausschnitt des Kreises so gedreht und verschoben, dass die y-Achse des kartesischen Koordinatensystems eine Symmetrieachse des Kreisbogens ist und der Mittelpunkt des Kreises im Koordinatenursprung liegt (siehe Bild), dann lässt sich der Schwerpunkt durch
{\displaystyle x_{s}=0\quad y_{s}={\frac {2r^{2}\sin \alpha }{b}}=r{\frac {l}{b}}}
berechnen. Hierbei ist {\displaystyle r} der Radius des Kreises, {\displaystyle b} die Länge des Kreisbogens und {\displaystyle l} die Sehnenlänge des Kreisbogens.
{\displaystyle 0<\alpha \leq \pi }
Für {\displaystyle \alpha =0} versagt die Formel. Mit {\displaystyle \lim _{\alpha \to 0}{\tfrac {l}{b}}=\cos \alpha } kann der Schwerpunkt auch für sehr kleine Winkel berechnet werden.
Musste der Kreis zu anfangs verschoben oder gedreht werden, dann muss zur Vervollständigung der Rechnung der berechnete Schwerpunkt entsprechend wieder zurückverschoben oder gedreht werden.

#### Flacher Bogen

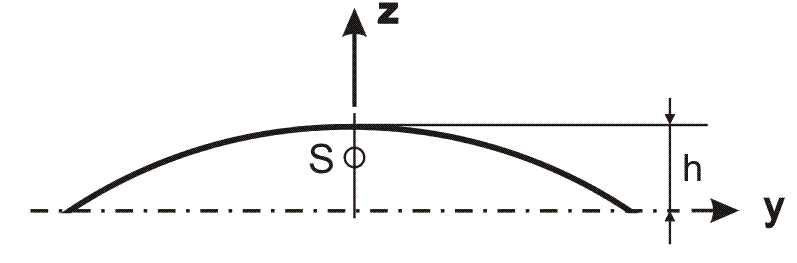

Um den Schwerpunkt eines flachen Bogens näherungsweise zu berechnen, muss dieser im kartesischen Koordinatensystem so verschoben werden, dass der Mittelpunkt der Verbindungslinie der beiden Endpunkte im Koordinatenursprung liegt. Dann befindet sich der Schwerpunkt für {\displaystyle h<r} in guter Näherung etwas unterhalb von
{\displaystyle z_{s}\approx {\frac {2h}{3}}}.
Bei {\displaystyle h=r} (Halbkreis) liegt der Schwerpunkt exakt bei {\displaystyle {\frac {2r}{\pi }}}. Die prozentuale Abweichung steigt in etwa proportional mit h und beträgt bei {\displaystyle h=r} ungefähr 4,7 %. Daraus folgt der Ausdruck {\displaystyle {\frac {2000h}{3(1000+47h/r)}}}, der den Schwerpunkt im Bereich von {\displaystyle (0\leq h\leq r)} mit einer Genauigkeit von besser als 5 Promille angibt. Die exakte Lage des Linienschwerpunktes {\displaystyle z_{s}(h)} im gesamten Bereich von {\displaystyle (0<h\leq 2r)} findet man mittels Einsetzen von {\displaystyle \alpha =\arccos(1-h/r)} in die Formel für den auf den Kreismittelpunkt bezogenen Schwerpunkt {\displaystyle r\sin(\alpha )/\alpha } (siehe Oberabschnitt Kreisbogen):
{\displaystyle z_{s}=h-r+{\frac {\sqrt {h(2r-h)}}{\arccos(1-h/r)}}}.
Interessanterweise zeigt {\displaystyle z_{s}} ein Maximum etwas größer als {\displaystyle r} bei {\displaystyle h\approx 1{,}9\ r}.
War zu Beginn eine Verschiebung oder Drehung notwendig, so muss der Schwerpunkt wieder entsprechend zurückverschoben werden.

### Ebene Flächen
Bei ebenen Flächen lässt sich der Schwerpunkt allgemein dadurch ermitteln, dass man die ausgeschnittene Fläche an einem Punkt aufhängt und die Lotgerade, eine so genannte Schwerelinie einzeichnet. Der Schnittpunkt zweier Schwerelinien ist der Schwerpunkt. Alle weiteren Schwerelinien schneiden sich ebenfalls in diesem Schwerpunkt.

Bei Vielecken (insbesondere Dreiecken und Vierecken) unterscheidet man, je nach der Beschaffenheit der ebenen Fläche, zwischen drei verschiedenen Schwerpunkten:
Flächenschwerpunkt, Kantenschwerpunkt und Eckenschwerpunkt

wobei allerdings die beiden letztgenannten Schwerpunkte kaum eine praktische Anwendung haben und deshalb mehr oder weniger von nur akademischem Interesse sind.

Eine homogene Fläche von beliebiger, aber konstanter Dicke hat (genau gesagt) einen Flächenschwerpunkt; meist begnügt man sich jedoch mit der Bezeichnung Schwerpunkt.

Bei einem Vieleck, das nur aus seinen Umrandungen besteht (z. B. aus einzelnen dünnen Stangen oder in Form eines entsprechend gebogenen Drahtes), ist dessen Schwerpunkt ein Kantenschwerpunkt

Bei einem (fiktiven) Modell, bei dem die Masse des Körpers (des Vielecks) lediglich in den Ecken konzentriert ist (z. B. in Form von gleichschweren Kugeln), spricht man von einem Eckenschwerpunkt.

Die Lage dieser drei Schwerpunkte ist bei Vielecken mit gleicher äußerer Form, aber der o. g. unterschiedlichen Beschaffenheit, in der Regel voneinander verschieden; ihre Ermittlung richtet sich nach dem Einzelfall.

#### Dreieck

Schwerpunkt eines Dreiecks anhand der Seitenhalbierenden und

Eckenschwerpunkt
Der Eckenschwerpunkt {\displaystyle S} des Dreiecks ist der gemeinsame Schnittpunkt dreier Seitenhalbierenden; er teilt sie im Verhältnis {\displaystyle 2:1}. {\displaystyle S} ist auch Eckpunkt der drei inneren Dreiecke mit gleichen Flächeninhalten {\displaystyle F}:
{\displaystyle F_{\triangle ABS}=F_{\triangle BCS}=F_{\triangle ASC}}.
Der Abstand des Schwerpunktes {\displaystyle S} zu einer Dreiecksseite ist stets {\displaystyle {\frac {1}{3}}} der betreffenden Dreieckshöhe {\displaystyle h}. Beispiel für die Dreiecksseite {\displaystyle c}:
{\displaystyle S_{c}:h_{c}=1:3}.
Sind die kartesischen Koordinaten der Eckpunkte des Dreiecks {\displaystyle ABC} bekannt, so ergeben sich die Koordinaten des Eckenschwerpunkts {\displaystyle S=(x_{s},y_{s})} als arithmetisches Mittel (siehe nebenstehendes Bild):
{\displaystyle x_{s}={\frac {1}{3}}(x_{A}+x_{B}+x_{C}),}
{\displaystyle y_{s}={\frac {1}{3}}(y_{A}+y_{B}+y_{C})}
Da bei einem Dreieck der Eckenschwerpunkt mit dem Flächenschwerpunkt zusammenfällt (s. unten), spricht man einfach vom Schwerpunkt des Dreiecks.
Die normierten baryzentrischen Koordinaten von {\displaystyle S} sind {\displaystyle ({\tfrac {1}{3}}:{\tfrac {1}{3}}:{\tfrac {1}{3}})}.
Ausgedrückt durch trilineare Koordinaten lautet der Eckenschwerpunkt eines Dreiecks mit Seitenlängen {\displaystyle a}, {\displaystyle b}, {\displaystyle c}
{\displaystyle \left({\frac {1}{a}}:{\frac {1}{b}}:{\frac {1}{c}}\right)=(bc:ca:ab)\,.}
Der Schwerpunkt eines Dreiecks ist Mittelpunkt der Steiner-Ellipse (Steiner-Umellipse) und der Steiner-Inellipse.
Der Schwerpunkt eines Dreiecks ist zudem derjenige eindeutig bestimmte Punkt im Inneren des Dreiecks, dessen drei Verbindungsstrecken zu den Eckpunkten des Dreiecks dieses in drei Teildreiecke gleichen Flächeninhalts aufteilen (siehe baryzentrische Koordinaten).

Flächenschwerpunkt = Eckenschwerpunkt
Überdeckt man ein gegebenes Dreieck {\displaystyle ABC} mit Rechtecken wie im Bild (wie bei der Einführung des bestimmten Integrals), so erkennt man mit Hilfe eines Strahlensatzes, dass die Schwerpunkte (Mittelpunkte) der Rechtecke alle auf der Seitenhalbierende {\displaystyle CM_{c}} liegen. Damit liegt der Gesamtschwerpunkt aller Rechtecke auch auf dieser Seitenhalbierende. Verfeinert man nun die Rechtecküberdeckung, so bleibt die Eigenschaft auch bei unendlich feiner Überdeckung erhalten. Also gilt: der Flächenschwerpunkt des Dreiecks liegt auf der Seitenhalbierende {\displaystyle CM_{c}}. Mit analogen Überlegungen folgt schließlich:
Der Flächenschwerpunkt eines Dreiecks ist der gemeinsame Punkt der Seitenhalbierenden und damit gleich dem Eckenschwerpunkt.
Kantenschwerpunkt

Zur Bestimmung des Flächenschwerpunkts:
Es ist und ist Seitenhalbierende.

Der Kantenschwerpunkt eines Dreiecks (oder auch: Der Schwerpunkt des Dreiecksumfangs) lässt sich auf einfache Weise geometrisch ermitteln – es ist dessen Spieker-Punkt.

#### Trapez

Schwerpunkt eines Trapezes, Alternative

Schwerpunkt eines Trapezes

Der Schwerpunkt des Trapezes lässt sich folgendermaßen konstruieren: Eine Schwerelinie halbiert die beiden parallelen Seiten. Eine zweite erhält man, indem man die parallelen Seiten um die Länge der jeweils anderen in entgegengesetzten Richtungen verlängert, und die beiden Endpunkte miteinander verbindet. Die Formel in kartesischen Koordinaten lautet (gemessen vom linken unteren Eckpunkt):
{\displaystyle {\begin{aligned}x_{s}&={\frac {a^{2}-b^{2}+\xi (a+2b)}{3(a+b)}}\\y_{s}&={\frac {h}{3}}\cdot {\frac {a+2b}{a+b}}\end{aligned}}}
Eine alternative Möglichkeit (siehe Bild) den Schwerpunkt in einem Trapez {\displaystyle ABCD} zu bestimmen beginnt ebenfalls mit dem Halbieren der parallelen Seiten. Damit ergibt sich die Seitenhalbierende (Schwerelinie) {\displaystyle s_{h}={\overline {FH}}}. Mit dem Ziehen der beiden Diagonalen {\displaystyle e={\overline {AC}}} und {\displaystyle f={\overline {BD}}} entstehen die Dreiecke {\displaystyle ACD} und {\displaystyle BCD}. Die Konstruktion der Mittellinie {\displaystyle m={\overline {EG}}} und die anschließenden Verbindungen der Punkte {\displaystyle A} mit {\displaystyle F} sowie {\displaystyle C} mit {\displaystyle E} bestimmen den Schwerpunkt {\displaystyle S_{D}} des Dreiecks {\displaystyle ACD}.
Die abschließend ab {\displaystyle S_{D}} gezogene Halbgerade {\displaystyle h_{g}}, parallel zur Diagonalen {\displaystyle f} verlaufend, liefert den Schwerpunkt {\displaystyle S_{T}} des Trapezes {\displaystyle ABCD} als Schnittpunkt mit der Seitenhalbierenden {\displaystyle s_{h}}.

#### Polygon

Schwerpunkt im regelmäßigen Polygon mit zwei Schwerelinien und

Der Schwerpunkt eines nicht überschlagenen, geschlossenen, auch unregelmäßigen Polygons mit {\displaystyle N} Eckpunkten kann wie folgt aus den kartesischen Koordinaten {\displaystyle (x_{i},y_{i})} der Eckpunkte berechnet werden (der nullte Eckpunkt {\displaystyle (x_{0},y_{0})} und der {\displaystyle N}-te Eckpunkt {\displaystyle (x_{N},y_{N})} sind hierbei identisch). Die Eckpunkte werden fortlaufend gegen den Uhrzeigersinn durchnummeriert. Der Schwerpunkt eines regelmäßigen Polygons entspricht dem Mittelpunkt seines Umkreises.
Der Flächeninhalt {\displaystyle A} des Polygons kann mit der Gaußschen Dreiecksformel
{\displaystyle A={\frac {1}{2}}\sum _{i=0}^{N-1}(x_{i}\ y_{i+1}-x_{i+1}\ y_{i})}
bestimmt werden. Der Flächenschwerpunkt {\displaystyle S} des Polygons wird dann mit den Formeln
{\displaystyle {\begin{aligned}x_{s}&={\frac {1}{6A}}\sum _{i=0}^{N-1}(x_{i}+x_{i+1})(x_{i}\ y_{i+1}-x_{i+1}\ y_{i})\\y_{s}&={\frac {1}{6A}}\sum _{i=0}^{N-1}(y_{i}+y_{i+1})(x_{i}\ y_{i+1}-x_{i+1}\ y_{i})\end{aligned}}}
bestimmt.

#### Unregelmäßiges Viereck
Flächenschwerpunkt
Der Flächenschwerpunkt eines unregelmäßigen Vierecks (Bild 1) kann auch relativ einfach geometrisch bestimmt werden. Es gibt zwei Diagonalen in einem Viereck. Zuerst wird das Viereck mittels der ersten Diagonale {\displaystyle {\overline {AC}}} in zwei gegenüberliegende Dreiecke {\displaystyle \triangle {ACD}} und {\displaystyle \triangle {ABC}} aufgeteilt und jeweils deren Flächenschwerpunkte {\displaystyle S_{1}} und {\displaystyle S_{3}} bestimmt. Geometrisch kann der Flächenschwerpunkt eines Dreiecks durch den Schnittpunkt seiner Seitenhalbierenden bestimmt werden. Die Verbindung der Flächenschwerpunkte dieser beiden Dreiecke bildet die Strecke {\displaystyle {\overline {S_{1}S_{3}}}}.
Dann wiederholt man die Prozedur mit den beiden Dreiecken {\displaystyle \triangle {BCD}} und {\displaystyle \triangle {ABD}} die durch die zweite Diagonale {\displaystyle {\overline {BD}}} abgetrennt werden. Die Verbindung der Flächenschwerpunkte  {\displaystyle S_{2}} und {\displaystyle S_{4}} dieser beiden neuen Dreiecke bildet die Strecke {\displaystyle {\overline {S_{2}S_{4}}}}. Der Schnittpunkt der Strecke {\displaystyle {\overline {S_{1}S_{3}}}} und der Strecke {\displaystyle {\overline {S_{2}S_{4}}}} ist der Flächenschwerpunkt {\displaystyle S} des Vierecks {\displaystyle ABCD}.

Bild 1: Unregelmäßiges Viereck mit Flächenschwerpunkt bestimmt aus vier Dreiecken

Bild 2: Unregelmäßiges Viereck mit Flächenschwerpunkt bestimmt aus zwei Dreiecken, [https://commons.wikimedia.org/wiki/File:01-Viereck,_Schwerpunkt.gif Animation

Bild 3: Beweisskizze zu unregelmäßiges Viereck mit Flächenschwerpunkt bestimmt aus zwei Dreiecken,

Die Darstellung in Bild 2, konstruiert ähnlich wie oben beschrieben, beinhaltet auch eine alternative Vorgehensweise. Dazu sind in zwei sich kreuzenden Dreiecken deren Schwerpunkte {\displaystyle S_{1}} und {\displaystyle S_{2}} zu ermitteln. Abschließend wird eine Halbgerade ab {\displaystyle S_{1}} parallel zur Diagonale {\displaystyle {\overline {BD}}} und eine Halbgerade ab {\displaystyle S_{2}} parallel zur Diagonale {\displaystyle {\overline {AC}}} gezogen. Somit ist der Schnittpunkt der beiden Halbgeraden der Flächenschwerpunkt {\displaystyle S} des Vierecks.
Ein möglicher elementarer geometrischer Beweis für die Korrektheit der Konstruktion mit der inkludierten Behauptung „{\displaystyle {\overline {S_{1}S_{3}}}} ist parallel zu {\displaystyle {\overline {BD}}}“ bzw. „{\displaystyle {\overline {S_{2}S_{4}}}} ist parallel zu {\displaystyle {\overline {AC}}}“ ist der Ansatz mithilfe ähnlicher Dreiecke, siehe Beweisskizze (Bild 3). Es genügt, wenn nur der Beweis für die Behauptung „{\displaystyle {\overline {S_{1}S_{3}}}} ist parallel zu {\displaystyle {\overline {BD}}}“ geführt wird.
- Die Dreiecke {\displaystyle AS_{3}S_{1}} und {\displaystyle AGF} sind ähnlich wegen {\displaystyle {\overline {AS_{1}}}:{\overline {AF}}={\overline {AS_{3}}}:{\overline {AG}}\ (=2:3),}

denn jede Schwerlinie wird vom Schwerpunkt im selben Verhältnis geteilt.
Somit gilt: {\displaystyle S_{1}S_{3}\parallel FG}.
- Die Dreiecke {\displaystyle CFG} und {\displaystyle CDB} sind ähnlich wegen {\displaystyle {\overline {CF}}:{\overline {CD}}={\overline {CG}}:{\overline {CB}}\ (=1:2),}

denn jede Schwerlinie verbindet eine Ecke mit dem Mittelpunkt der gegenüberliegenden Seite.
Somit gilt: {\displaystyle FG\parallel BD.}
- Aus beidem und der Transitivität der Parallelität folgt: {\displaystyle S_{1}S_{3}} ist parallel zu {\displaystyle {\overline {BD}}}.

Was zu beweisen war.

#### Kreisausschnitt

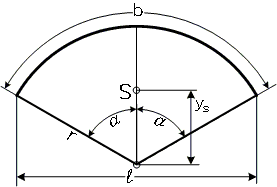
Schwerpunkt eines Kreisteils

Ist der Ausschnitt des Kreises so gedreht und verschoben, dass die y-Achse des kartesischen Koordinatensystems eine Symmetrieachse des Kreisausschnitts ist und der Mittelpunkt (des Vollkreises) im Ursprung liegt (siehe Bild), dann lässt sich der Schwerpunkt im Bogenmaß durch
{\displaystyle y_{s}={\frac {2r\sin \alpha }{3\alpha }}={\frac {2rl}{3b}}}
mit {\displaystyle 0<\alpha \leq \pi } berechnen.
Musste der Kreis anfangs verschoben oder gedreht werden, dann muss zur Vervollständigung der Rechnung der berechnete Schwerpunkt entsprechend wieder zurückverschoben oder gedreht werden.

#### Kreisabschnitt

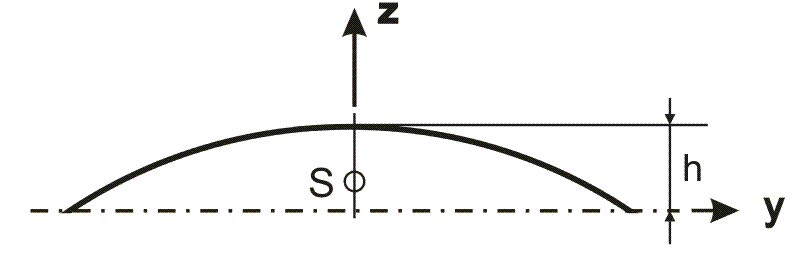

Um den Flächenschwerpunkt eines Kreisabschnitts näherungsweise zu berechnen, muss dieser im kartesischen Koordinatensystem so verschoben werden, dass der Mittelpunkt der Verbindungslinie der beiden Endpunkte im Koordinatenursprung liegt. Dann befindet sich der Schwerpunkt für {\displaystyle h<r} in guter Näherung etwas oberhalb von
{\displaystyle z_{s}\approx {\frac {2h}{5}}}.
Bei {\displaystyle h=r} (Halbkreis) liegt der Schwerpunkt exakt bei {\displaystyle {\frac {4r}{3\pi }}}. Die prozentuale Abweichung steigt in etwa proportional mit h und beträgt bei {\displaystyle h=r} ungefähr 5,8 %. Daraus folgt der Ausdruck {\displaystyle {\frac {200h}{500-29h/r}}}, der den Schwerpunkt im Bereich von {\displaystyle (0\leq h\leq r)} mit einer Genauigkeit von besser als 5 Promille angibt. Die exakte Lage des Flächenschwerpunktes {\displaystyle z_{s}(h)} im gesamten Bereich von {\displaystyle (0<h\leq 2r)} findet man mittels Einsetzen von {\displaystyle \alpha =\arccos(1-h/r)} in die Formel für den auf den Kreismittelpunkt bezogenen Schwerpunkt {\displaystyle 4r\sin(\alpha )^{3}/(6\alpha -3\sin(2\alpha ))} :
{\displaystyle z_{s}=h-r+{\frac {2\left({\sqrt {h(2r-h)}}\right)^{3}}{3\left((h-r){\sqrt {h(2r-h)}}+r^{2}\arccos(1-h/r)\right)}}}.
War zu Beginn eine Verschiebung oder Drehung notwendig, so muss der Schwerpunkt wieder entsprechend zurückverschoben werden.

### Körper
Für dreidimensionale Körper kann man sowohl den Volumenschwerpunkt, also den Schwerpunkt des Vollkörpers, als auch den Flächenschwerpunkt, also den Schwerpunkt der Fläche, die den Körper begrenzt, berechnen.

#### Pyramide und Kegel

Flächenschwerpunkt einer Pyramide

Um den Volumenschwerpunkt und den Flächenschwerpunkt einer Pyramide oder eines Kegels zu berechnen, verschiebt man sie im schiefwinkligen Koordinatensystem, so dass der Schwerpunkt der Grundfläche im Koordinatenursprung {\displaystyle (0,0,0)} liegt, und die y-Achse durch die Spitze geht. Dann kann der Volumenschwerpunkt einer Pyramide oder eines Kegels durch
{\displaystyle x_{s}=0,\qquad y_{s}={\frac {h}{4}},\qquad z_{s}=0}
und der Flächenschwerpunkt der Mantelfläche durch
{\displaystyle x_{s}=0,\qquad y_{s}={\frac {h}{3}},\qquad z_{s}=0}
berechnet werden.

#### Rotationsparaboloid

Schwerpunkt eines Rotationsparaboloids

Um den Volumenschwerpunkt und den Flächenschwerpunkt eines Rotationsparaboloids zu berechnen, wird es im kartesischen Koordinatensystem verschoben, so dass der Schwerpunkt der Grundfläche im Koordinatenursprung {\displaystyle (0,0,0)} liegt. Dann kann man den Volumenschwerpunkt des Rotationsparaboloids durch
{\displaystyle x_{s}=0,\qquad y_{s}={\frac {h}{3}},\qquad z_{s}=0}
berechnen. Der Flächenschwerpunkt sieht ein wenig komplizierter aus. Für die Komponenten {\displaystyle x_{s}} und {\displaystyle z_{s}} gilt ebenfalls wieder
{\displaystyle x_{s}=z_{s}=0}
und die Komponente {\displaystyle y_{s}} liegt bei
{\displaystyle y_{s}=h-{\frac {4\pi {\sqrt {f}}\int _{0}^{h}y{\sqrt {f+y}}\,\mathrm {d} y}{4\pi {\sqrt {f}}\int _{0}^{h}{\sqrt {f+y}}\,\mathrm {d} y}}=h\left(1+{\frac {2}{5}}(f/h)-{\frac {3/5}{1-1/(1+h/f)^{3/2}}}\right),}
wobei der Ausdruck im Nenner des ersten Bruchs die Mantelfläche der nach rechts geöffneten Parabel {\displaystyle y=2{\sqrt {fx}}} mit der Brennweite f darstellt.
Ab {\displaystyle (f/h)\gtrsim 3} strebt {\displaystyle y_{s}} gegen {\displaystyle {\tfrac {1}{2}}h}, anderenfalls gegen {\displaystyle {\tfrac {2}{5}}h}.

#### Kugelsegment

Schwerpunkt eines Kugelsegments

Um den Volumenschwerpunkt und den Flächenschwerpunkt eines Kugelsegments zu berechnen, verschiebt man das Segment im kartesischen Koordinatensystem, so dass der Mittelpunkt der Vollkugel im Koordinatenursprung {\displaystyle (0,0,0)} liegt. Der Volumenschwerpunkt wird dann durch
{\displaystyle x_{s}=0,\quad y_{s}={\frac {3(2r-h)^{2}}{4(3r-h)}},\quad z_{s}=0}
und der Flächenschwerpunkt durch
{\displaystyle x_{s}=0,\quad y_{s}=r-{\frac {h}{2}},\quad z_{s}=0}
berechnet. ({\displaystyle 0\leq h\leq 2\,r})

## Zusammenfassen von Schwerpunkten
Es ist möglich, mehrere Schwerpunkte einzelner Figuren zu einem gemeinsamen Schwerpunkt der Gesamtfigur zusammenzufassen, so dass sich der Schwerpunkt einer zusammengesetzten Figur aus den Schwerpunkten einzelner einfacher Elemente ergibt.
| eindimensional                                                                                | zweidimensional | dreidimensional | allgemein |
| --------------------------------------------------------------------------------------------- | --- | --- | --- |
| {\displaystyle x_{s}={\frac {\sum \limits _{i}(x_{s,i}\cdot l_{i})}{\sum \limits _{i}l_{i}}}} | {\displaystyle x_{s}={\frac {\sum \limits _{i}(x_{s,i}\cdot A_{i})}{\sum \limits _{i}A_{i}}}} {\displaystyle y_{s}={\frac {\sum \limits _{i}(y_{s,i}\cdot A_{i})}{\sum \limits _{i}A_{i}}}} | {\displaystyle x_{s}={\frac {\sum \limits _{i}(x_{s,i}\cdot V_{i})}{\sum \limits _{i}V_{i}}}} {\displaystyle y_{s}={\frac {\sum \limits _{i}(y_{s,i}\cdot V_{i})}{\sum \limits _{i}V_{i}}}} {\displaystyle z_{s}={\frac {\sum \limits _{i}(z_{s,i}\cdot V_{i})}{\sum \limits _{i}V_{i}}}} | {\displaystyle {\vec {r}}_{s}={\frac {\sum \limits _{i}({\vec {r}}_{s,i}\cdot V_{i})}{\sum \limits _{i}V_{i}}}} |

Die Koordinaten {\displaystyle x_{s}}, {\displaystyle y_{s}} und {\displaystyle z_{s}} sind in einem frei wählbaren, aber einheitlichen kartesischen Koordinatensystem anzugeben. Weist eine Fläche (ein Körper) Aussparungen auf, so können obige Summenformeln ebenfalls angewendet werden unter Berücksichtigung, dass die ausgesparten Flächen (Volumen) mit negativem Vorzeichen in die Berechnung eingehen. Die Komponenten {\displaystyle x_{s},\,y_{s},\,z_{s}} des Schwerpunkts bilden den Vektor {\displaystyle {\vec {r}}_{s}}.

## Definition des Schwerpunkts durch Integrale
Die Formeln zur Berechnung des Schwerpunkts elementargeometrischer Figuren können mit den nachfolgend angegebenen Integralen hergeleitet werden. Bei komplizierteren Figuren lassen sich diese Integrale häufig nur numerisch bestimmen.
Die Definition entspricht mathematisch der Mittelung aller Punkte des geometrischen Objekts (Körpers) im euklidischen Raum {\displaystyle \mathbb {R} ^{3}}. Bei Linien und Flächen im zweidimensionalen Raum {\displaystyle \mathbb {R} ^{2}} sind nur die Koordinaten {\displaystyle x_{S}} und {\displaystyle y_{S}} zu berechnen, die {\displaystyle z}-Koordinate entfällt. Der Integrationsbereich ist bei Linien eindimensional, bei Flächen zweidimensional und bei Körpern dreidimensional.

### Linie
Für eine Linie {\displaystyle C} der Länge {\displaystyle L} ergibt sich der Schwerpunkt {\displaystyle {\vec {r}}_{S}=(x_{S},y_{S},z_{S})} durch
{\displaystyle x_{S}={\frac {1}{L}}\int _{C}x\,\mathrm {d} s,\quad y_{S}={\frac {1}{L}}\int _{C}y\,\mathrm {d} s,\quad z_{S}={\frac {1}{L}}\int _{C}z\,\mathrm {d} s}
mit
{\displaystyle \quad L=\int _{C}\,\mathrm {d} s.}
Diese Integrale sind Wegintegrale erster Art.

### Flächen
Für eine Fläche {\displaystyle F} mit Flächeninhalt {\displaystyle A} ist der Schwerpunkt definiert durch
{\displaystyle x_{S}={\frac {1}{A}}\int _{F}x\,\mathrm {d} A,\quad y_{S}={\frac {1}{A}}\int _{F}y\,\mathrm {d} A,\quad z_{S}={\frac {1}{A}}\int _{F}z\,\mathrm {d} A}
mit
{\displaystyle \quad A=\int _{F}\mathrm {d} A.}
Diese Integrale sind Oberflächenintegrale mit skalarem Flächenelement.

### Körper
Im Fall eines beschränkten Körpers {\displaystyle K} im dreidimensionalen Raum mit Volumen {\displaystyle V} ist der Schwerpunkt definiert durch
{\displaystyle x_{S}={\frac {1}{V}}\int _{K}x\,\mathrm {d} V,\quad y_{S}={\frac {1}{V}}\int _{K}y\,\mathrm {d} V,\quad z_{S}={\frac {1}{V}}\int _{K}z\,\mathrm {d} V}
mit
{\displaystyle \quad V=\int _{K}\mathrm {d} V.}
Diese Integrale sind Volumenintegrale.

### Allgemein
Sei {\displaystyle K\subset \mathbb {R} ^{n}} ein Körper mit dem Volumen {\displaystyle V}. Der Schwerpunkt {\displaystyle x_{S}=(x_{s,1},\ldots ,x_{s,n})\in \mathbb {R} ^{n}} von {\displaystyle K} ist definiert durch
{\displaystyle x_{s,i}={\frac {1}{V}}\int _{K}x_{i}\,\mathrm {d} V\ \quad {\text{mit}}\quad V=\int _{K}\mathrm {d} V,}
wobei {\displaystyle \mathrm {d} V} das m-dimensionale Volumenelement und {\displaystyle m} die Dimension von {\displaystyle K}, mit {\displaystyle m\leq n} ist.

## Integration bei symmetrischen Objekten
Bei Objekten, die Symmetrieelemente, z. B. eine Symmetrieachse oder eine Symmetrieebene besitzen, vereinfacht sich die Berechnung des Schwerpunkts in vielen Fällen, da der Schwerpunkt immer im Symmetrieelement enthalten ist. Hat das Objekt eine Symmetrieachse, so kann das Volumenelement in Abhängigkeit vom infinitesimalen Achsenelement ausgedrückt werden. Es braucht also nur noch über die Symmetrieachse integriert zu werden.

## Alternative Integralformel für Flächen in der Ebene
Eine andere Möglichkeit, die Schwerpunktskoordinaten einer Fläche zu errechnen, ergibt sich durch die Formeln:
{\displaystyle x_{s}={\frac {\int _{a}^{b}(x(f(x)-g(x)))\,\mathrm {d} x}{\int _{a}^{b}(f(x)-g(x))\,\mathrm {d} x}}}, {\displaystyle y_{s}={\frac {\int _{a}^{b}(f(x)^{2}-g(x)^{2})\,\mathrm {d} x}{\int _{a}^{b}(2(f(x)-g(x)))\,\mathrm {d} x}},}
wobei die Grenzen {\displaystyle a} und {\displaystyle b} die Schnittpunkte der Funktionen {\displaystyle f(x)} und {\displaystyle g(x)} darstellen. Durch diese Formel lässt sich der Schwerpunkt einer beliebigen ebenen Fläche, die zwischen zwei Funktionen eingeschlossen ist, berechnen. Bedingungen hierfür sind {\displaystyle a<x<b}, {\displaystyle g(x)<y<f(x).}

## Beispiele zur Integralrechnung

### Linienschwerpunkt eines Kreisbogens

Schwerpunkt eines Kreisbogens

Punkte auf einem ebenen Kreisbogen können am einfachsten in Polarkoordinaten angegeben werden. Wenn die y-Achse auf der Symmetrielinie mit Ursprung im Kreismittelpunkt liegt, lauten die Koordinaten:
{\displaystyle x=r\sin \varphi ,\,y=r\cos \varphi .}
Die Länge {\displaystyle b} des Kreisbogens ergibt sich zu:
{\displaystyle b=\int _{K}\mathrm {d} s=\int _{-\alpha }^{\alpha }r\mathrm {d} \varphi =2r\alpha ,}
wobei das infinitesimale Längenelement {\displaystyle \mathrm {d} s} durch {\displaystyle r\mathrm {d} \varphi } substituiert werden kann.
Aus Symmetriegründen ist {\displaystyle x_{S}=0}. Für die y-Koordinate des Linienschwerpunkts ergibt sich aus der Definitionsgleichung:
{\displaystyle y_{S}={\frac {1}{b}}\int _{K}y\,\mathrm {d} s={\frac {1}{b}}\int _{-\alpha }^{\alpha }r^{2}\cos \varphi \,\mathrm {d} \varphi .}
Die Integration in den Grenzen ergibt dann
{\displaystyle y_{S}={\frac {r^{2}}{b}}2\sin \alpha =r{\frac {l}{b}}.}

### Flächenschwerpunkt einer Parabel

Parabel mit schraffierter Fläche unter der x-Achse; der Schwerpunkt (roter Punkt) liegt bei (0;−1,6).

Zur praktischen Bestimmung der x-Koordinate des Schwerpunktes im zweidimensionalen Fall substituiert man {\displaystyle \mathrm {d} A} mit {\displaystyle y\cdot \mathrm {d} x}, was einem infinitesimalen Flächenstreifen entspricht. Ferner entspricht hierbei {\displaystyle y} der die Fläche begrenzenden Funktion {\displaystyle y(x)}.
Für die praktische Berechnung der y-Koordinate im zweidimensionalen Fall gibt es prinzipiell zwei Vorgehensweisen:
- Entweder man bildet Umkehrfunktion {\displaystyle x(y)} und berechnet das Integral {\displaystyle \textstyle \int _{A}y\,\mathrm {d} A=\int _{y}y\cdot x(y)\,\mathrm {d} y}, wobei die „neuen“ Integrationsgrenzen nun auf der y-Achse zu finden sind,
- oder man nutzt aus, dass der Schwerpunkt eines jeden zur y-Achse parallelen infinitesimalen Flächenstreifen {\displaystyle {\tfrac {y(x)}{2}}} ist. Dann erhält man zur Bestimmung der y-Koordinate eine einfachere Formel, mit deren Hilfe das Bilden der Umkehrfunktion erspart bleibt:

Wir suchen den Flächenschwerpunkt jener Fläche, die durch eine Parabel {\displaystyle y=x^{2}-4} und durch die x-Achse definiert ist (siehe nebenstehende Abbildung).
Zuerst bestimmen wir den Inhalt {\displaystyle A} der Fläche
{\displaystyle A=\left|\int \limits _{-2}^{2}(x^{2}-4)\,\mathrm {d} x\right|={\frac {32}{3}}}
Die Grenzen des Integrals sind bei Begrenzung der Fläche durch die x-Achse die Nullstellen der Funktion.
Die {\displaystyle x}-Koordinate des Schwerpunktes ergibt sich zu
{\displaystyle x_{s}={\frac {1}{A}}\int \limits _{-2}^{2}\int \limits _{y(x)}^{0}x\,\mathrm {d} y\,\mathrm {d} x=-{\frac {1}{A}}\int \limits _{-2}^{2}x\cdot y(x)\,\mathrm {d} x=-{\frac {1}{A}}\int \limits _{-2}^{2}x\cdot (x^{2}-4)\,\mathrm {d} x=0.}
Die {\displaystyle y}-Koordinate ergibt sich zu
{\displaystyle y_{s}={\frac {1}{A}}\int \limits _{-2}^{2}\int \limits _{y(x)}^{0}y\,\mathrm {d} y\,\mathrm {d} x=-{\frac {1}{2A}}\int \limits _{-2}^{2}[y(x)]^{2}\,\mathrm {d} x=-{\frac {1}{2A}}\int \limits _{-2}^{2}(x^{4}-8x^{2}+16)\,\mathrm {d} x=-1{,}6.}